# پس از زندگی
پس از زندگی (به انگلیسی: After.Life) فیلمی در ژانر درام، مرموز و مهیج به کارگردانی آگنیه‌شکا وُیتوویچ-وُسلو محصول سال ۲۰۰۹ است. در این فیلم بازیگرانی مثل کریستینا ریچی و لیام نیسون بازی کرده‌اند.

## خلاصه داستان
یک زن جوان بنام کریستینا بین مرگ و زندگی گیر افتاده است… و یک مأمور تشییع جنازه که ظاهراً توانایی انتقال مرده‌ها را دارد، او را برای رفتن به دنیای آخرت آماده می‌کند. اما از طرفی این احتمال وجود دارد که کریستینا هنوز زنده باشد و قصد مرد زنده به گور کردن او باشد.